# Amphion ocypete
Amphion ocypete är en fjärilsart som beskrevs av Houttuyn 1767. Amphion ocypete ingår i släktet Amphion och familjen svärmare. Inga underarter finns listade i Catalogue of Life.